# Emily Banks
Emily Banks (* 23. Januar 1933 in Boston; † 17. September 2023 in Beverly Hills) war eine US-amerikanische Schauspielerin.

## Leben
Die in Boston geborene Banks wohnte später mit ihren Eltern in Cambridge, Massachusetts, und besuchte dort die Cambridge High and Latin School. Danach studierte sie am Simmons College in Boston und schloss 1959 mit dem Bachelor of Science in Betriebswissenschaft ab. Im gleichen Jahr wurde sie zur „Miss Rheingold 1960“ gewählt. Anschließend war sie fünf Jahre als Model in New York tätig, wo sie unter anderem als „Miss Salem Cigarette“ agierte. Daneben erhielt sie drei Jahre lang Schauspielunterricht, absolvierte ein Praktikum bei Fernsehen und nahm an Vorsprechen teil, bis sie 1965 von Universal engagiert wurde und nach Hollywood ging.
Banks spielte ihre ersten beiden Fernsehrollen in der Serie Bob Hope Presents the Chrysler Theatre. Neben einigen Gastauftritten in Serien wie etwa Raumschiff Enterprise (1966), Immer wenn er Pillen nahm (1967), Polizeibericht (1969), Knight Rider (1984) und Ein Engel auf Erden (1985), erhielt sie 1970 auch eine feste Rolle als Becky in der Sitcom Lucky Linda.
Ihr Filmdebüt gab sie 1966 als Louisa Cody in David Lowell Richs Western Tausend Gewehre für Golden Hill. Ein Jahr später war sie als Amy Martin in William Hales Western Der Sheriff schießt zurück zu sehen. Es folgten noch wenige weitere kleine Filmauftritte, wie etwa in Al Adamsons Hell’s Bloody Devils aus dem Jahr 1970. Seit 1986 trat Banks nicht mehr als Schauspielerin in Erscheinung.

## Filmografie

### Film
- 1966: Tausend Gewehre für Golden Hill (The Plainsman)
- 1967: Der Sheriff schießt zurück (Gunfight in Abilene)
- 1968: Live a Little, Love a Little
- 1970: Hell’s Bloody Devils
- 1979: When Hell Was in Session (Fernsehfilm)
- 1986: The Check Is in the Mail …

### Fernsehserien
- 1966: Bob Hope Presents the Chrysler Theatre (zwei Folgen)
- 1966: Raumschiff Enterprise (Star Trek, Folge 1x15 Landeurlaub)
- 1967: Immer wenn er Pillen nahm (Mr. Terrific, eine Folge)
- 1967: Cowboy in Afrika (Cowboy in Africa, eine Folge)
- 1968: Verrückter wilder Westen (Wild Wild West, eine Folge)
- 1968, 1971: Mannix (zwei Folgen)
- 1969: Polizeibericht (Dragnet, eine Folge)
- 1969: Im wilden Westen (Death Valley Days, zwei Folgen)
- 1970: Lucky Linda (The Tim Conway Show, 12 Folgen)
- 1970: Love, American Style (eine Folge)
- 1972: Verliebt in eine Hexe (Bewitched, eine Folge)
- 1980: Fantasy Island (eine Folge)
- 1984: Knight Rider (eine Folge)
- 1985: Ein Engel auf Erden (Highway to Heaven, zwei Folgen)
- 1985: Simon und Simon (eine Folge)
- 1986: Airwolf (eine Folge)